# Dendrocousinsia alpina
Dendrocousinsia alpina är en törelväxtart som beskrevs av William Fawcett och Alfred Barton Rendle. Dendrocousinsia alpina ingår i släktet Dendrocousinsia och familjen törelväxter. IUCN kategoriserar arten globalt som sårbar. Inga underarter finns listade i Catalogue of Life.